# Hellraiser: Judgment
Hellraiser: Judgment is een Amerikaanse horrorfilm uit 2018 onder regie van Gary J. Tunnicliffe. Het is het tiende deel in de Hellraiser-filmserie en het tweede deel waarin Doug Bradley niet te zien is als Pinhead. De film werd direct-naar-video uitgebracht.

## Synopsis
Rechercheurs Sean en David en Christine zijn op zoek naar een seriemoordenaar. Tijdens hun zoektocht raken ze steeds dieper verwoven in een spiraal van horror. Zo staat hen de vonnissen van de Auditor, de Assessor en de Jury te wachten. En dan hebben we het nog niet eens over Pinhead gehad.

## Rolverdeling
- Paul T. Taylor: Pinhead
- Damon Carney: Rechercheur Sean Carter
- Randy Wayne: Rechercheur David Carter
- Alexandra Harris: Rechercheur Christine Egerton
- Heather Langenkamp: Huisbazin
- Gary J. Tunnicliffe: De auditor
- John Gulager: De assessor
- Mike Jay Regan: De kletskous-Cenobiet